# 阿爾伯塔大學
阿尔伯塔大学（英語：University of Alberta，简称UofA或UAlberta）是加拿大的一所综合研究性大学，始建于1908年，位于加拿大艾伯塔省省会埃德蒙顿市中心、北萨斯喀彻温河南岸。

## 学校概况

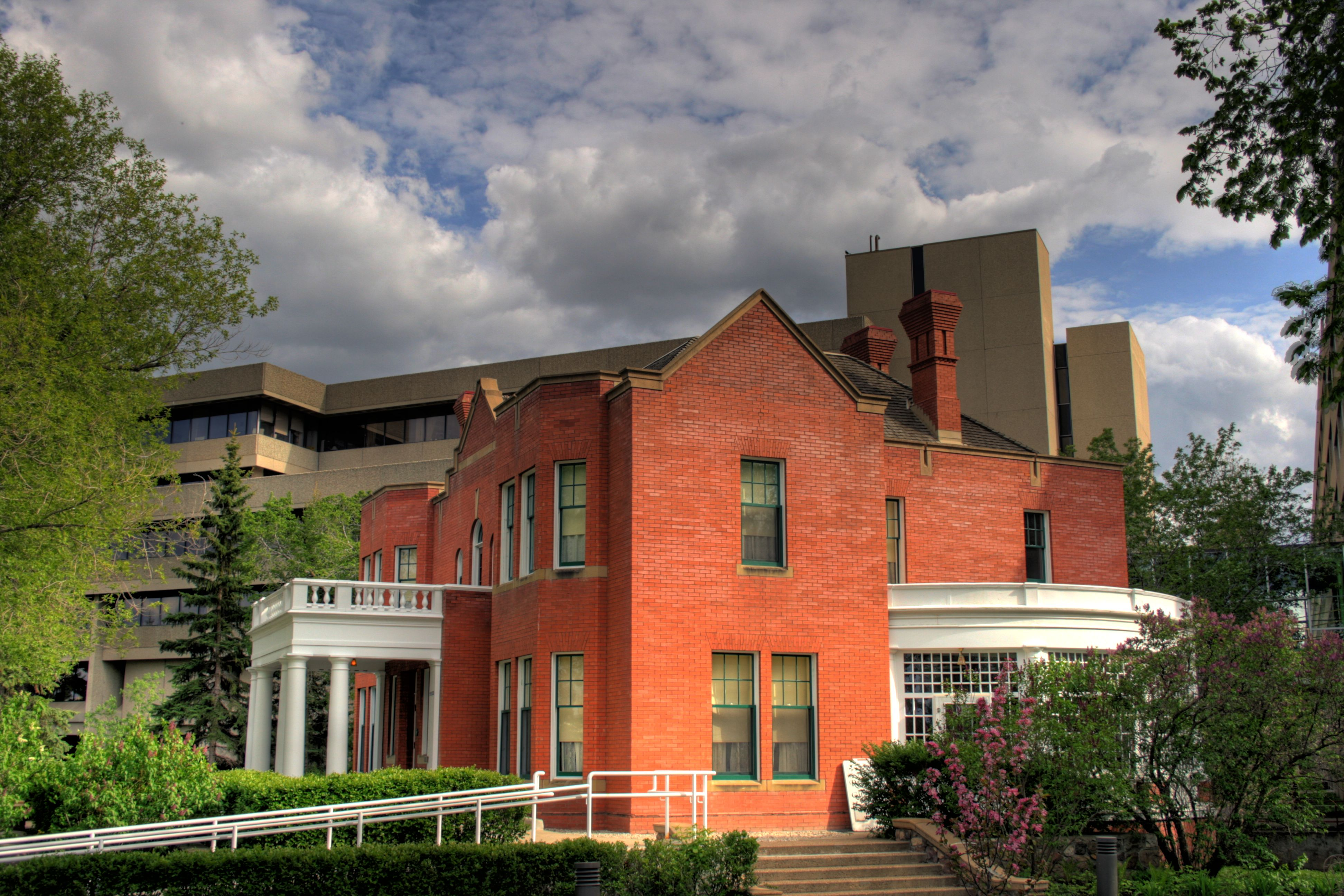
路瑟福宅邸(Rutherford House)，座落於校園東北角

阿尔伯塔大学于1908年由阿尔伯塔省首任省长亚历山大·卡梅伦·卢瑟福和该大学的首任校长亨利·马歇尔·托里创立。 它是通过《高等教育学习法》启用的。 该大学被认为是“综合性学术和研究型大学”（CARU），这意味着它提供一系列学术和专业课程，通常可以获得本科和研究生水平的证书。 它在主要学院和大学排名中名列加拿大顶尖公立大学之列，在2025年QS全球大学榜单（QS world university rankings）中排名位列第96位。
阿尔伯塔大学共有30,000多名在校学生，当中包括7,000多名来自全球超过150个国家的全日制国际学生，在充满活力的研究环境中营造了一种相互支持的多元文化氛围。学校共有6,000多名教学人员和8,000多名工作人员，三位诺贝尔奖得主（包括2020年诺贝尔生理学医学奖得主霍顿博士）
阿尔伯塔大学的21个学院提供200多个本科课程及170多个研究生课程。成绩评核曾经採用独特的九分制，但已于2003-2004学年度改用常见的四分制。
校园设施方面，阿尔伯塔大学拥有加拿大第二大的图书馆系统，学生人均藏书量领先于加拿大所有大学。在各校区共设有8个各具特色的学生宿舍，为4,000多名学生提供住宿。主要住宿設施為利斯特中心。另外，学校设有80多个学生服务项目，包括保健、学术研究、个人财务资助和就业协助等。

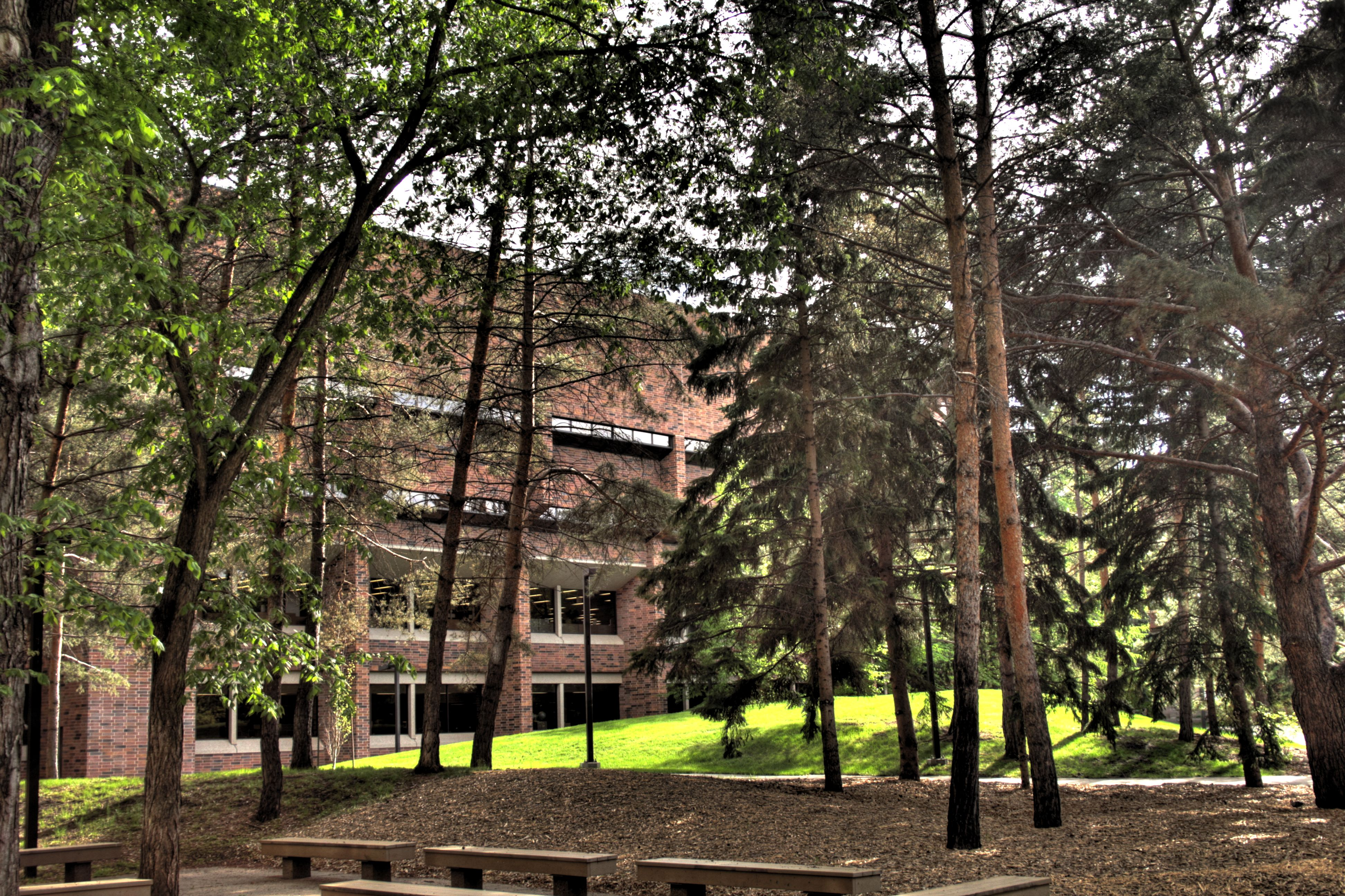
路瑟福人文社會科學圖書館

课外活动方面，阿尔伯塔大学有450多个学生俱乐部和协会，21支不同专业的体育运动队，及500多项校园内的健身娱乐活动。

目前该大学21个学院：
- 农业、生命及环境科学学院
- 文学院
- 奥古斯塔那分校
- 商学院
- 圣约翰分校(法语学院)
- 王子分校（独立学院）
- 教育学院
- 工程学院
- 持续教育学院
- 研究学院
- 法律学院
- 图书馆及信息研究学院
- 医学及牙医学院
- 土著居民研究学院
- 护理学院
- 制药及药理学院
- 体育及康乐学院
- 公共卫生学院
- 康复医学院
- 理学院
- 圣约瑟夫学院
- 圣史蒂芬学院

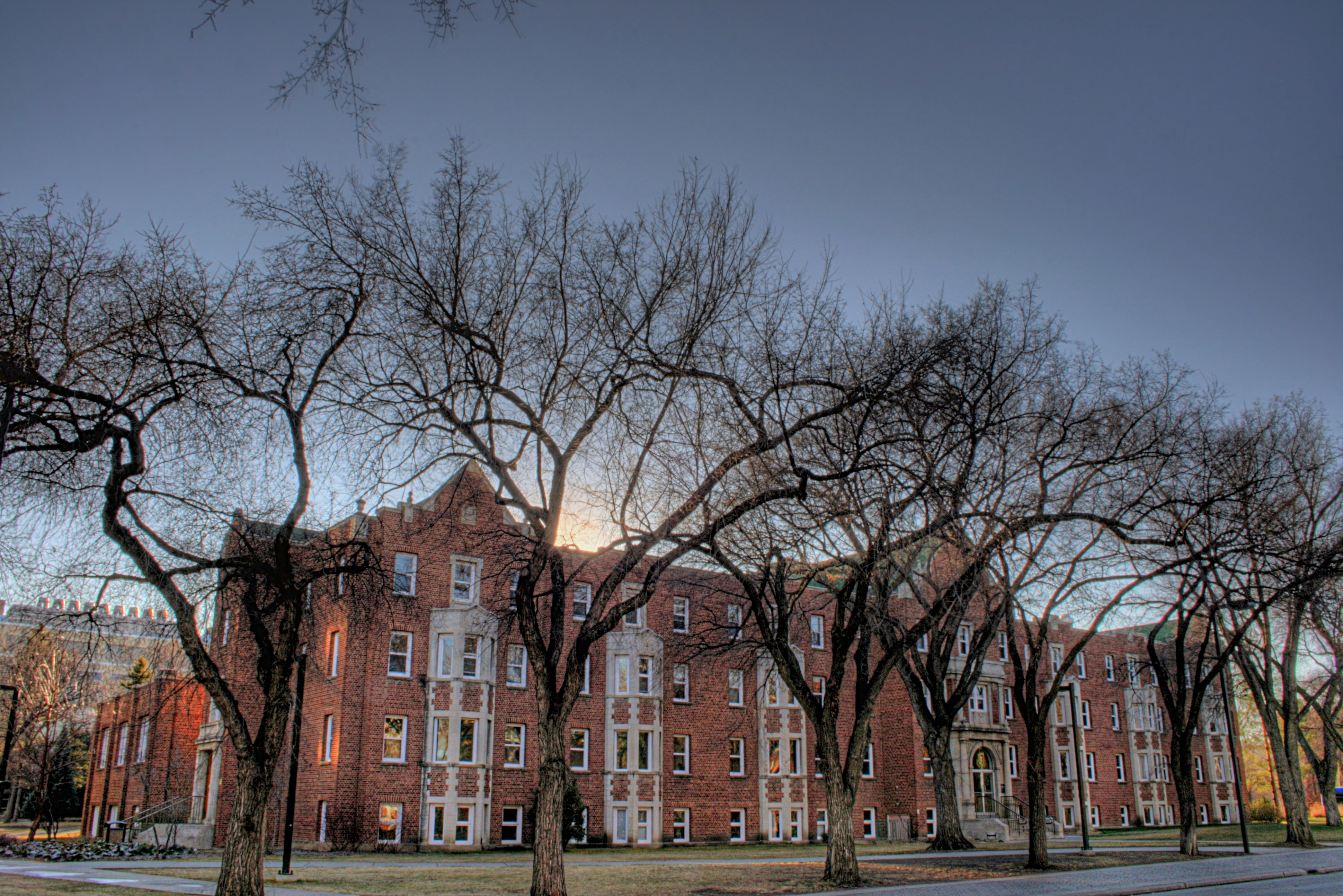
阿尔伯塔大学聖約瑟夫學院

阿尔伯塔大学目前共有五个校园及一个独立校区，其中埃德蒙顿市中心北萨斯喀彻温河南岸的主校园是建校的原址。在埃德蒙顿市內还有在主校园东面以法语为通用语言的圣约翰分校(法语学院)，在主校园以南福第体育场所在的南校区，以及在北萨斯喀彻温河北岸市中心的市中心校区及爱德华王子岛的王子分校（独立学院）。此外还有奥古斯塔那分校，位于埃德蒙顿市东南一百余公里的小城康罗斯，前身为奥古斯塔那大学学院，于2004年并入阿尔伯塔大学。

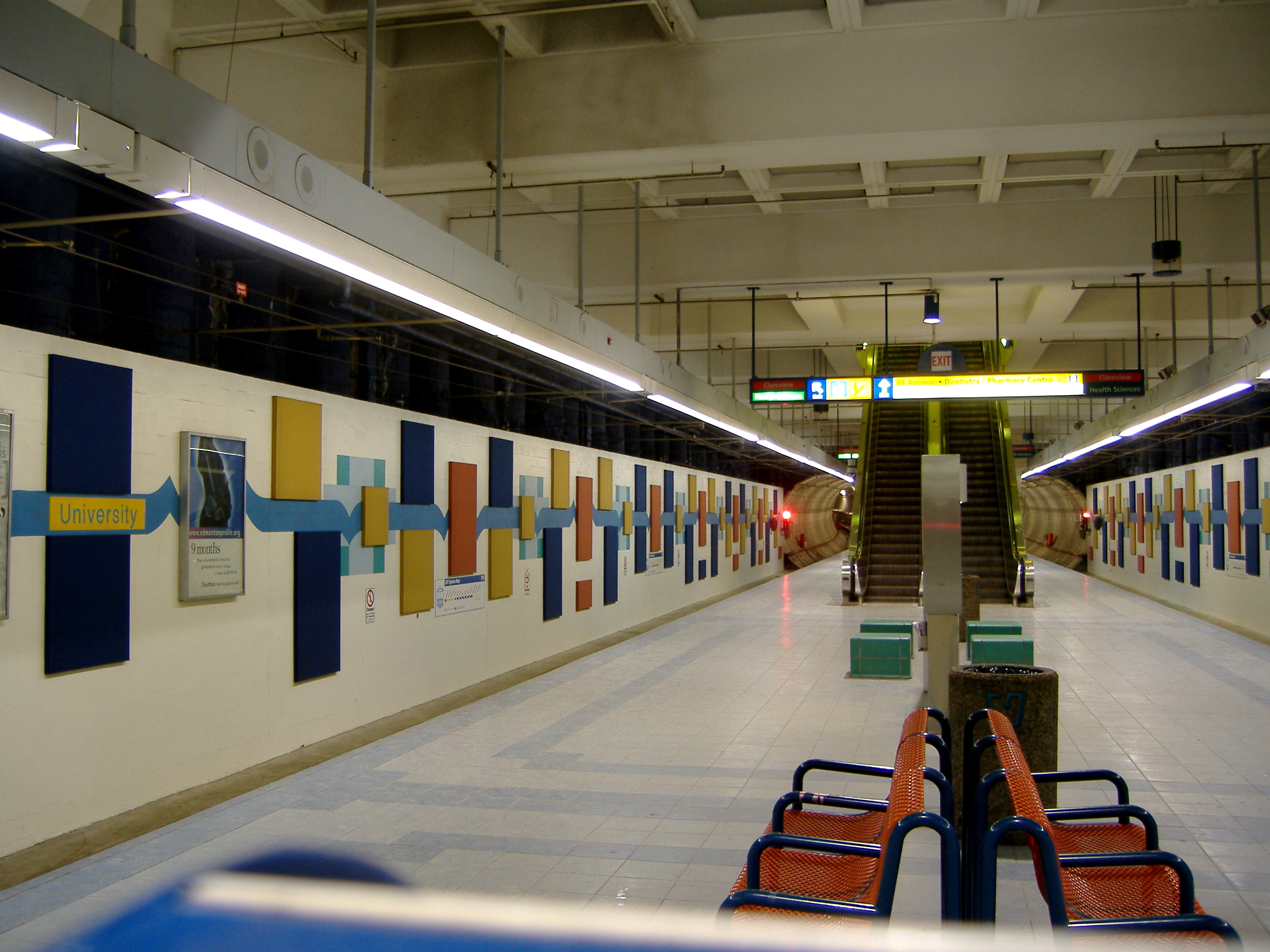
大学站，最繁忙的轻轨车站之一

阿尔伯塔大学附近亦设有公交站与轻轨站，交通出行方便。愛民頓輕鐵大學站是愛德蒙頓最繁忙的輕軌車站之一。

## 学校声誉
阿尔伯塔大学是加拿大艾伯塔省综合实力最强的大学，也是加拿大U15大学联盟的成员，多年来与多伦多大学、麦吉尔大学、不列颠哥伦比亚大学等居加拿大研究型大学前五，世界排名前百。学校的3M杰出教员（加拿大本科教学的最高荣誉）数量在全加拿大第一。

## 科研
阿尔伯塔大学拥有超过400个各类实验室和数个国立研究所，自1988年以来已经取得了超过26亿加拿大元的外来科研投资。

## 体育
阿尔伯塔大学金熊队（男子）和熊猫队（女子）在加拿大大学体育活动中非常活跃，其中男女冰球队都是加拿大大学中最强的。

## 知名校友
- 加拿大前总理查尔斯·约瑟夫·克拉克
- 加拿大最高法院大法官贝弗利·麦克拉奇林
- 阿尔伯塔省前省长彼得·洛希德
- 诺贝尔物理学奖得主里查德·泰勒
- 诺贝尔医学与生理学奖得主迈克尔·霍顿
- 语言学家蒲立本
- 新加坡南洋理工大学校长徐冠林
- 免疫系统专家及分子生物学家麦德华
- 香港中文大學醫學院臨床腫瘤學系教授莫樹錦
- 香港藝人黃子華
- 香港電視藝人蘇施黃
- 香港唱作歌手馮允謙
- 台灣歌手、藝人綠茶
- 熊穎詩